# 钱塘镇
钱塘镇，是中华人民共和国重庆市合川区下辖的一个乡镇级行政单位。

## 行政区划
钱塘镇下辖以下地区：
金子社区、园凼社区、玉珠村、猫岩村、凤寺村、长安村、林庄村、小泥村、大油村、陶湾村、大柱村、西游村、湖塘村、火矢村、米口村、学堂村、空顶村、石礅村、广贤村、郭堰村、枣峰村、梨子村、高石村、灰坝村、三元村和龙殿村。